# Jakub Górski (1585–1652)
Jakub Górski (ur. 1585 w Krakowie, zm. 4 marca 1652 w Bronowicach) – polski matematyk, doktor obojga praw, rektor Akademii Krakowskiej, kustosz kolegiaty Wszystkich Świętych w Krakowie, kanonik krakowski, członek kapituły w 1641 roku. Od 1610 studiował na Uniwersytecie Jagiellońskim. Bakalaureat uzyskał w 1612, a magisterium w 1615. Był autorem studiów z zakresu prawa kanonicznego i rzymskiego prawa prywatnego. Zmarł w 1652 roku, w czasie epidemii. Pochowany został w nieistniejącej dziś kolegiacie Wszystkich Świętych.